# ISO 3166-2:GF
ISO 3166-2:GFはISOの3166-2規格のうち、GFで始まるものである。フランス領ギアナの行政区分コードを意味する。フランス領ギアナはISO 3166-1(ISO 3166-1 alpha-2)で、GFを国コードとして割り振られている。ISO 3166-2:GFに対応する行政区分コードの割り当てはない。
ただし、フランス領ギアナにはフランスの地方行政区画としてISO 3166-2:FRでFR-GFが割り当てられている。